# Jigten Bang
Jigten Bang was koning van Tibet. Hij regeerde enkele eeuwen voor onze jaartelling.
Jigten Bang werd door de vijfde dalai lama, Ngawang Lobsang Gyatso beschreven als een van zijn vorige levens en de directe reïncarnatie van Chenrezig, de bodhisattva die in India bekend is onder de naam Avalokitesvara. Jigten Bang wordt als eerste na Chenrezig genoemd; na hem op de lijst volgt koning Nyatri Tsenpo. De lijst van de vijfde dalai lama wordt ook wel als een gedeeltelijke canon van de geschiedenis van Tibet gezien.
De vijfde dalai lama gaf Jigten Bang de bijnaam trommel met de prachtige klank mee. Hij is de zoon van de koning "die is opgegaan tot grotere kracht". Het woord Bang in zijn naam is een van de bijnamen van Chenrezig.